# Lista de deputados estaduais do Amazonas da 1.ª legislatura
Esta é a lista de deputados estaduais do Amazonas para a legislatura 1947–1951.

## Composição das bancadas
| Partido | Líder                      | Bancada | Posição  |
| ------- | -------------------------- | ------- | -------- |
| UDN     | Paulo Nery                 | 15 / 30 | Governo  |
| PSD     | Artur Virgílio Filho       | 9 / 30  | Oposição |
| PTB     | Plínio Coelho              | 5 / 30  | Governo  |
| PTN     | Vicente de Mendonça Júnior | 1 / 30  | Governo  |

## Deputados Estaduais
Foram eleitos 30 deputados estaduais para a Assembleia Legislativa do Amazonas.
| Número | Deputados estaduais eleitos       | Partido | Votação | Percentual | Cidade onde nasceu       | Unidade federativa |
| 22332  | José Francisco Monteiro Neto      | UDN     | 656     | 2,68%      | Manaus                   | Amazonas           |
| 22805  | Jaime Araújo                      | UDN     | 612     | 2,50%      | Manaus                   | Amazonas           |
| 41658  | Alexandre Montoril                | PSD     | 603     | 2,46%      | Assaré                   | Ceará              |
| 41980  | Raimundo Nicolau da Silva         | PSD     | 569     | 2,32%      | Manaus                   | Amazonas           |
| 22455  | Almeron Caminha Monteiro          | UDN     | 560     | 2,29%      | Manaus                   | Amazonas           |
| 22286  | Josué de Souza                    | UDN     | 546     | 2,23%      | Itajaí                   | Santa Catarina     |
| 22981  | Tomás Antônio da Silva Meirelles  | UDN     | 464     | 1,89%      | Parintins                | Amazonas           |
| 41388  | João Fábio de Araújo              | PSD     | 463     | 1,89%      | Manacapuru               | Amazonas           |
| 22870  | Homero de Miranda Leão            | UDN     | 460     | 1,88%      | Maués                    | Amazonas           |
| 41116  | Danilo de Aguiar Correia          | PSD     | 375     | 1,53%      | Manaus                   | Amazonas           |
| 41887  | Aderson Andrade de Menezes        | PSD     | 368     | 1,50%      | Coari                    | Amazonas           |
| 14336  | Áureo Melo                        | PTB     | 368     | 1,50%      | Porto Velho              | Rondônia           |
| 14228  | Plínio Coelho                     | PTB     | 365     | 1,49%      | Humaitá                  | Amazonas           |
| 22999  | Valdemar Machado da Silva         | UDN     | 349     | 1,42%      | Tabatinga                | Amazonas           |
| 41659  | Augusto Pessoa Montenegro         | PSD     | 340     | 1,39%      | Tefé                     | Amazonas           |
| 14153  | Aristófano Anthony                | PTB     | 335     | 1,37%      | Manaus                   | Amazonas           |
| 22504  | Abdul Sayol de Sá Peixoto         | UDN     | 325     | 1,32%      | Manicoré                 | Amazonas           |
| 41267  | Artur Virgílio Filho              | PSD     | 314     | 1,28%      | Manaus                   | Amazonas           |
| 41702  | João Veiga                        | PSD     | 312     | 1,27%      | Recife                   | Pernambuco         |
| 22425  | José Negreiros Ferreira           | UDN     | 311     | 1,27%      | Humaitá                  | Amazonas           |
| 41679  | José Henriques de Sousa Filho     | PSD     | 297     | 1,21%      | Iranduba                 | Amazonas           |
| 22365  | José Francisco da Gama e Silva    | UDN     | 294     | 1,20%      | Lábrea                   | Amazonas           |
| 22690  | Ney Rayol                         | UDN     | 285     | 1,16%      | Manaus                   | Amazonas           |
| 22110  | Carlos Soares de Melo             | UDN     | 271     | 1,10%      | São Gabriel da Cachoeira | Amazonas           |
| 19537  | Vicente de Mendonça Júnior        | PTN     | 266     | 1,08%      | Itacoatiara              | Amazonas           |
| 14817  | José Carlos Nobre da Silva        | PTB     | 263     | 1,07%      | Benjamin Constant        | Amazonas           |
| 22815  | Júlio Francisco de Carvalho Filho | UDN     | 253     | 1,03%      | Borba                    | Amazonas           |
| 22195  | Francisco do Areal Souto          | UDN     | 250     | 1,02%      | Autazes                  | Amazonas           |
| 22797  | Paulo Nery                        | UDN     | 249     | 1,01%      | Manaus                   | Amazonas           |
| 14270  | Alfredo Eulipes Jackson Cabral    | PTB     | 239     | 0,97%      | São Paulo de Olivença    | Amazonas           |